# Communauté de communes de Canisy
La communauté de communes de Canisy est une ancienne communauté de communes française, située dans le département de Manche et la région Normandie.

## Historique
La communauté de communes du Canton de Canisy est créée le 28 décembre 1993.
En 2009, la communauté de communes se porte acquéreur d'un bâtiment de 3 200 m2 de l'ancienne entreprise Plasti Confection.
En 2013, les services administratifs et techniques ont aménagé dans des nouveaux locaux sur la zone artisanale de Canisy.
Motivée par le souhait de ne pas se trouver absorbé par le Grand Saint-Lô et de se rapprocher du bassin d'emploi local de Quibou et Dangy, la municipalité de Carantilly décide de quitter la communauté de communes du canton de Marigny et de rejoindre celle du Canton de Canisy en 2013,. À cette occasion, les périmètres ne correspondant plus, la communauté prend le nom de communauté de communes de Canisy.
Le 1er janvier 2017, la communauté de communes fusionne avec la communauté d'agglomération Saint-Lô Agglo qui conserve son nom.

## Composition
L'intercommunalité fédérait les onze communes de l'ancien canton de Canisy, ainsi que, à partir du 1er janvier 2013, Carantilly, alors dans le canton de Marigny (les neuf communes sont depuis 2015 dans le canton de Saint-Lô-2) :
| Nom                        | Code Insee | Gentilé           | Superficie (km2) | Population (dernière pop. légale) | Densité (hab./km2) |
| -------------------------- | ---------- | ----------------- | ---------------- | --------------------------------- | ------------------ |
| Canisy (siège)             | 50095      | Canisyais         | 18,15            | 1 029 (2021)                      | 57                 |
| Carantilly                 | 50098      | Carantillais      | 10,70            | 660 (2014)                        | 62                 |
| Dangy                      | 50159      | Dangyais          | 9,93             | 634 (2014)                        | 64                 |
| Bourgvallées               | 50546      | Valléens          | 48,27            | 2 561 (2014)                      | 53                 |
| Le Mesnil-Herman           | 50313      | Mesnil-Hermanais  | 1,91             | 139 (2021)                        | 73                 |
| Quibou                     | 50420      | Quibois           | 17,15            | 929 (2014)                        | 54                 |
| Saint-Ébremond-de-Bonfossé | 50465      | Saint-Ébremondais | 11,90            | 705 (2021)                        | 59                 |
| Saint-Martin-de-Bonfossé   | 50512      | Saint-Martinais   | 12,68            | 529 (2014)                        | 42                 |
| Soulles                    | 50581      | Soullais          | 14,86            | 468 (2021)                        | 31                 |

## Administration

### Présidence
| Période      | Période       | Identité           | Étiquette | Qualité                             |
| ------------ | ------------- | ------------------ | --------- | ----------------------------------- |
| janvier 1994 | octobre 1996  | Claude Maisonneuve |           | Maire de Gourfaleur                 |
| octobre 1996 | avril 2001    | Eugène Fontaine    |           | Maire de Saint-Ébremond-de-Bonfossé |
| avril 2001   | avril 2008    | Étienne Viard      |           | Maire de Canisy                     |
| avril 2008   | avril 2014    | Eugène Fontaine    |           | Maire de Saint-Ébremond-de-Bonfossé |
| avril 2014   | décembre 2016 | Henri-Paul Tressel |           | Maire de Saint-Samson-de-Bonfossé   |

### Conseil communautaire
Répartition des vingt-huit sièges :
| Nombre de délégués | Communes                                                                                  |
| ------------------ | ----------------------------------------------------------------------------------------- |
| 3                  | Canisy, Quibou, Saint-Ébremond-de-Bonfossé, Saint-Romphaire, Saint-Samson-de-Bonfossé     |
| 2                  | Carantilly, Dangy, Gourfaleur, La Mancellière-sur-Vire, Saint-Martin-de-Bonfossé, Soulles |
| 1                  | Le Mesnil-Herman                                                                          |